# Montescheno
Montescheno (Muntaschéi in dialetto locale) è un comune italiano di 358 abitanti della provincia del Verbano-Cusio-Ossola in Piemonte.

## Società

### Evoluzione demografica
Abitanti censiti

### Tradizioni e folclore
Tutti gli anni a Montescheno, nella terza domenica di luglio, ha luogo una processione religiosa chiamata "Autani dei sette fratelli" che si snoda in un percorso circolare di 22 km circa sulle montagne del comune. La processione trae origine dal XVII secolo e conta centinaia di partecipanti ad ogni edizione.

## Amministrazione
Di seguito è presentata una tabella relativa alle amministrazioni che si sono succedute in questo comune.
| Periodo        | Periodo        | Primo cittadino | Partito                          | Carica  | Note  |
| -------------- | -------------- | --------------- | -------------------------------- | ------- | ----- |
| 24 aprile 1995 | 14 giugno 1999 | Dario Ricchi    | centro-sinistra                  | Sindaco | [ 7 ] |
| 14 giugno 1999 | 14 giugno 2004 | Dario Ricchi    | lista civica                     | Sindaco | [ 7 ] |
| 14 giugno 2004 | 8 giugno 2009  | Elio Tori       | lista civica                     | Sindaco | [ 7 ] |
| 8 giugno 2009  | 26 maggio 2014 | Dario Ricchi    | lista civica                     | Sindaco | [ 7 ] |
| 26 maggio 2014 | 27 maggio 2019 | Dario Ricchi    | lista civica Viviamo Montescheno | Sindaco | [ 7 ] |
| 27 maggio 2019 | in carica      | Dario Ricchi    | lista civica Viviamo Montescheno | Sindaco | [ 7 ] |

### Altre informazioni amministrative
Fa parte dell'unione di comuni montana delle Valli dell'Ossola.